# Estación de Caldes d’Estrac
Estación de Caldes d'Estrac vasútállomás Spanyolországban, Barcelona közelében, Caldes d’Estrac településen. Az állomás érdekessége, hogy a településen keresztülhaladó autóút az állomás vágányai felett, azzal párhuzamosan egy hídon haladnak. Ennek mellékhatásaként a peronok is védettek az időjárás viszontagságai ellen, mivel az út egyfajta tetőként védi az alatta várakozó utasokat.

## Forgalom
Az állomást a Rodalies Barcelona és a Rodalies de Catalunya járatai érintik.

## Vasútvonalak
Az állomást az alábbi vasútvonalak érintik:
- Barcelona–Mataró–Maçanet-Massanes-vasútvonal

## Kapcsolódó állomások
A vasútállomáshoz az alábbi állomások vannak a legközelebb:
- Estació d'Arenys de Mar (Maçanet-Massanes vasútállomás, Rodalies Barcelona 1-es vonal)
- Estación de San Andrés de Llavaneras (Estación de Molins de Rey, Rodalies Barcelona 1-es vonal)